# Methler
Methler ist ein Stadtteil der Stadt Kamen im nordrhein-westfälischen Kreis Unna in Deutschland.

## Geschichte

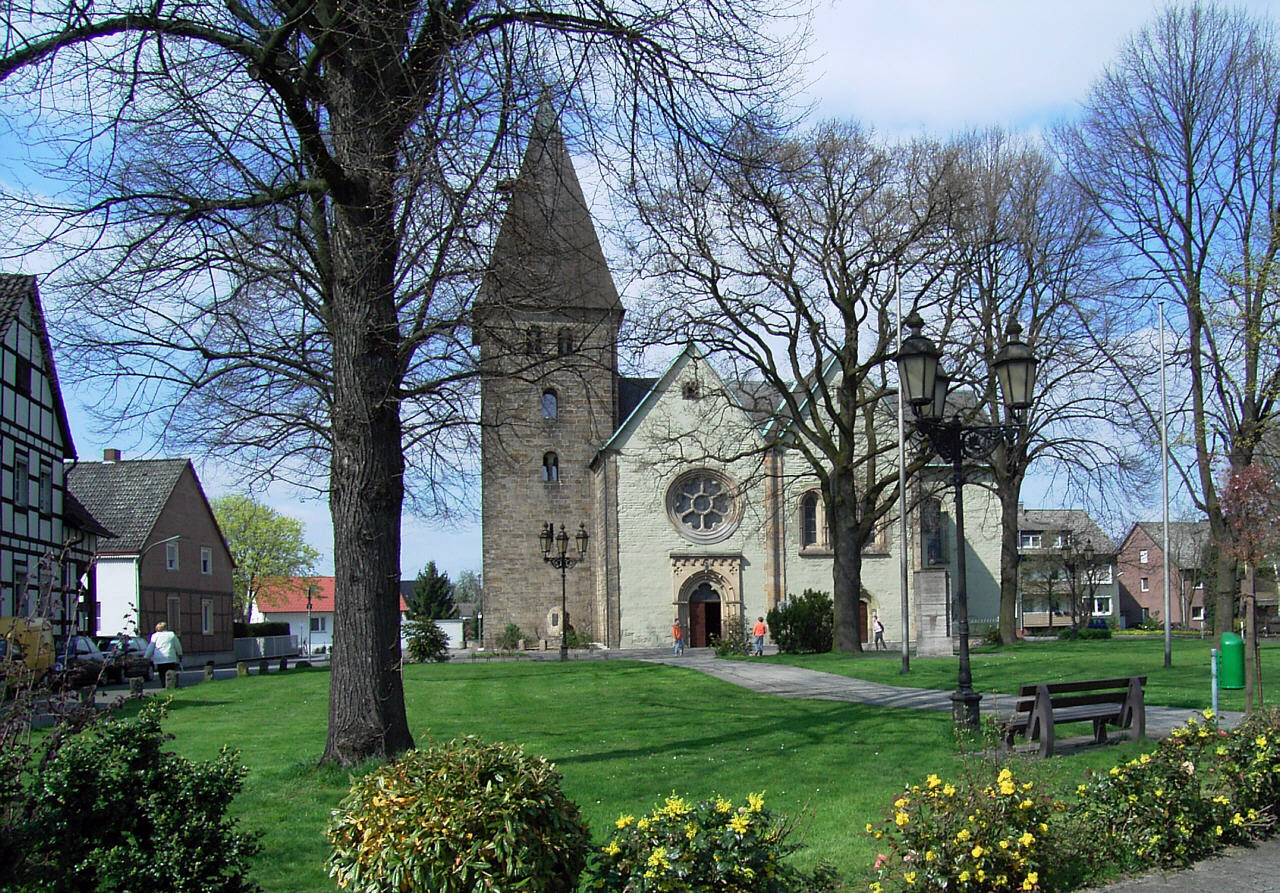
Margaretenkirche

Methler ist seit dem 1. Januar 1968 ein Stadtteil von Kamen. Ein Jahr zuvor, am 1. Januar 1967, wurden die Nachbargemeinden Westick und Wasserkurl eingegliedert. Aus historischen, aber auch neueren siedlungstechnischen Gründen wird Methler häufig in die Gebiete Methler Dorf (auch Alt-Methler), Altenmethler, Kaiserau, Westick und Wasserkurl unterteilt.
Die erste urkundliche Erwähnung des Namens Methler geht auf eine Schenkungsurkunde vom 11. April 898 zurück, in der unter der Bezeichnung Metlere Besitzungen an das Kölner St. Gereonsstift übertragen werden.
Die Bodenfunde in Westick, einem germanischen Handelsplatz mit hohem Anteil römischen Fundmaterials, weisen aber auf weitaus ältere Besiedelung im Bereich Methler hin. Die Fundstücke des auch überregional bedeutenden archäologischen Fundplatzes sind Teil der Sammlung des Hauses für Stadtgeschichte in Kamen und der Abteilung „Vor- und Frühgeschichte“ des Gustav-Lübcke-Museums in Hamm.

## Einwohnerentwicklung
Die Einwohnerzahlen beziehen sich auf die Gemeinde in den jeweiligen Grenzen und auf den heutigen Stadtteil.
| Jahr | Einwohner |
| ---- | --------- |
| 1849 | 00.482    |
| 1910 | 02.368    |
| 1931 | 02.140    |
| 1956 | 02.477    |
| 1961 | 02.593    |
| 1967 | 07.788    |
| 1987 | 10.655    |
| 2010 | 11.765    |
| 2013 | 11.494    |

## Dorfleben
Ein lokal wichtiger Termin im Veranstaltungskalender ist die Pflaumenkirmes, die traditionell am 17. September und dem dazu nächstgelegenen Wochenende stattfindet. Sie endet mit einem Feuerwerk am Montagabend. Die Kirmes findet im historischen Dorfkern rings um die Margaretenkirche statt.
Jedes Jahr zu Christi Himmelfahrt feiert die „Löschgruppe Methler“ der „Freiwilligen Feuerwehr Kamen“ ihr Fest mit einem Tag der offenen Tür am Feuerwehrhaus an der „Bunten Kuh“. Alle zwei Jahre, immer in den ungeraden Jahren, lädt der Schützenverein Methler im Spätsommer zum Schützenfest ein. Von Freitag bis zum so genannten „Dorfabend“ am Montag gibt es im großen Schützenzelt am Bürgerhaus jeden Abend Tanz und Musik.
Eine über 75-jährige Tradition hat auch das Waldsingen des Männerchores 1875 Wasserkurl an Christi Himmelfahrt unter Meinbergs Buchen im Dorf Wasserkurl. Zu diesem Ereignis finden sich nicht nur Familien aus dem Dorf Wasserkurl, sondern aus der ganzen Umgebung ein.
Ferner ist Methler für sein ausgeprägtes Vereinsleben bekannt. So finden sich im Kamener Ortsteil 72 eingetragene Vereine. Ranghöchster Sportverein ist der RV Wanderlust, ein Radballverein, der in der Zweiten Bundesliga spielt.

## Wappen
Blasonierung: „Geteilt in Gold (Gelb) und Blau in wechselnden Farben oben eine beidseitig aufsteigende vierstufige Treppe und unten eine beidseitig absteigende vierstufige Treppe.“
Das 1954 entstandene Gemeindewappen entstammt dem Wappen der 1440 ausgestorbenen namensgebenden Adelsfamilie der Herren von Methler.

## Verkehr

### Straßenverkehr
Durch Methler führt ein Stück der Autobahn A2 mit der Anschlussstelle Kamen/Bergkamen in der Nähe. Außerdem sind Straßenverbindungen mit den benachbarten Orten Bergkamen-Weddinghofen, Lünen-Niederaden, Dortmund-Lanstrop, -Husen sowie Unna-Massen und -Afferde vorhanden. Die Hauptverbindungsstraße mit Kamen ist die Westicker Straße, die durch mehrere Kreisverkehre temporeduziert wurde.

### Eisenbahn

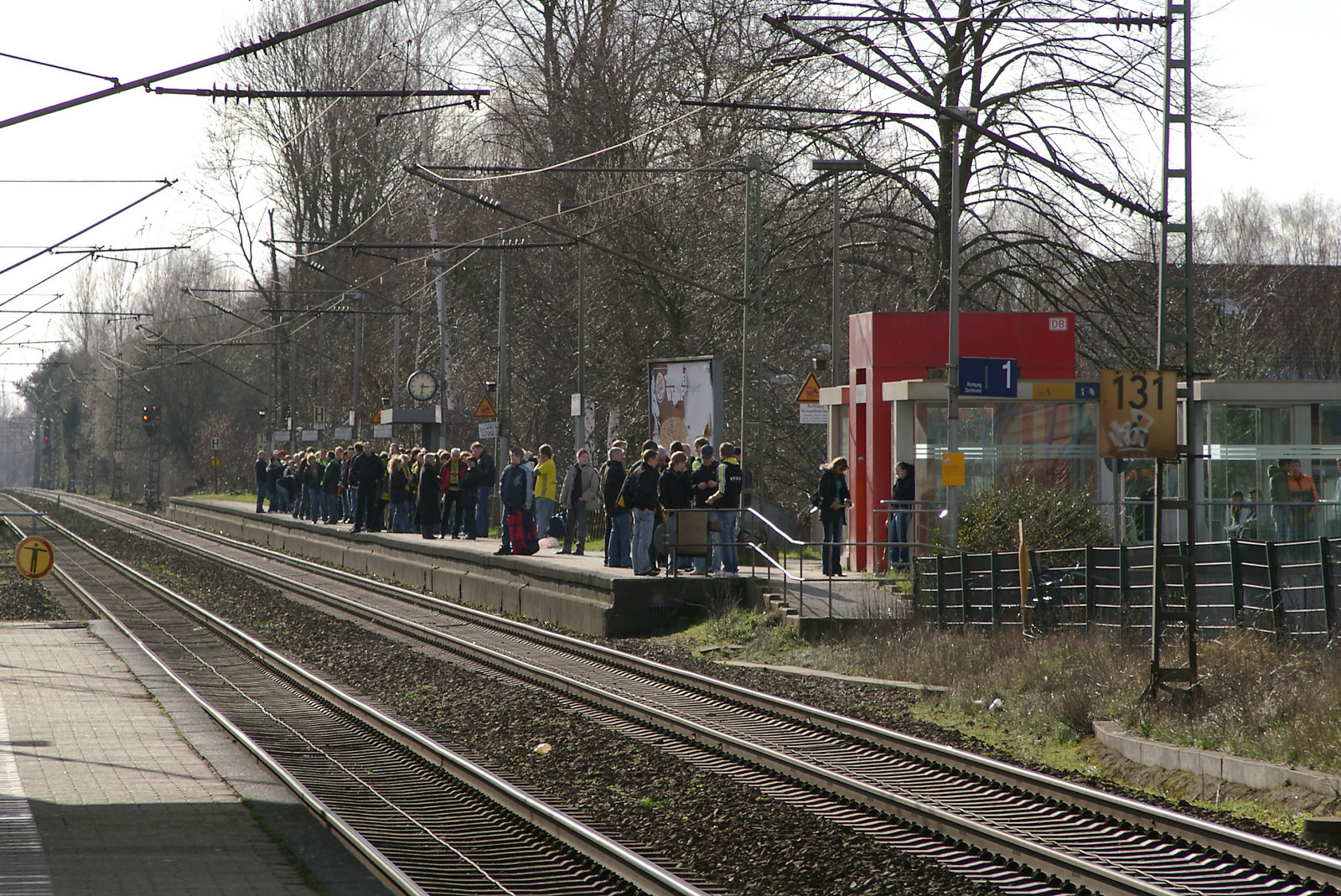
Haltepunkt Kamen-Methler, ursprünglich „Westick-Kaiserau“

Am Haltepunkt Kamen-Methler der Deutschen Bahn, der sich auf dem ehemaligen Gemeindegebiet Westick an der Bahnstrecke Dortmund–Hamm zwischen den Bahnhöfen Kamen im Osten und Dortmund-Kurl im Westen befindet, halten jeweils stündlich die Regional-Express-Linien RE 1 und RE 3.
| Linie      | Verlauf | Takt   | Betreiber        |
| ---------- | --- | ------ | ---------------- |
| RE 1 (RRX) | NRW-Express: Aachen Hbf – Aachen-Rothe Erde – Eilendorf (ein Zugpaar) –Stolberg (Rheinl) Hbf – Eschweiler Hbf – Langerwehe – Düren – Horrem – Köln-Ehrenfeld – Köln Hbf – Köln Messe/Deutz – Köln-Mülheim – Leverkusen Mitte – Düsseldorf-Benrath – Düsseldorf Hbf – Düsseldorf Flughafen – Duisburg Hbf – Mülheim (Ruhr) Hbf – Essen Hbf – Wattenscheid – Bochum Hbf – Dortmund Hbf – Dortmund-Scharnhorst (nicht stündlich, im Wechsel mit Nordbögge) – Dortmund-Kurl – Kamen-Methler – Kamen – Bönen-Nordbögge (nicht stündlich, im Wechsel mit Dortmund-Scharnhorst) – Hamm (Westf) Hbf Stand: Fahrplanwechsel Dezember 2023 | 60 min | National Express |
| RE 3       | Rhein-Emscher-Express: Düsseldorf Hbf – Düsseldorf Flughafen – Duisburg Hbf – Oberhausen Hbf – Essen-Altenessen – Gelsenkirchen Hbf – Wanne-Eickel Hbf – Herne – Castrop-Rauxel Hbf – Dortmund-Mengede – Dortmund Hbf – Dortmund-Scharnhorst – Dortmund-Kurl – Kamen-Methler – Kamen – Bönen-Nordbögge – Hamm (Westf) Hbf Stand: Fahrplanwechsel Dezember 2023 | 60 min | eurobahn         |

Der Haltepunkt wurde von der Gemeinde Westick unter dem Namen „Bahnhof Westick-Kaiserau“ an der damaligen Stammstrecke der Köln-Mindener Eisenbahn-Gesellschaft errichtet. Ursprünglich gab es ein Bahnhofsgebäude mit Schalterverkauf und eine Wartehalle, ebenso war der Bahnübergang am Haltepunkt früher „beschrankt“ und hatte einen Schrankenwärter.

### Busverbindungen
Alle Buslinien in Methler werden von der örtlichen Verkehrsgesellschaft VKU betrieben.
Busse im Taktverkehr:
- C24: Methler, Schmiedeweg – Methler Bf – Methler, Lutherplatz – Kamen Bf – Kamen, Markt
- R54: Methler, Lutherplatz – Methler Bf – Massen Bf – Unna Bf

## Wirtschaft

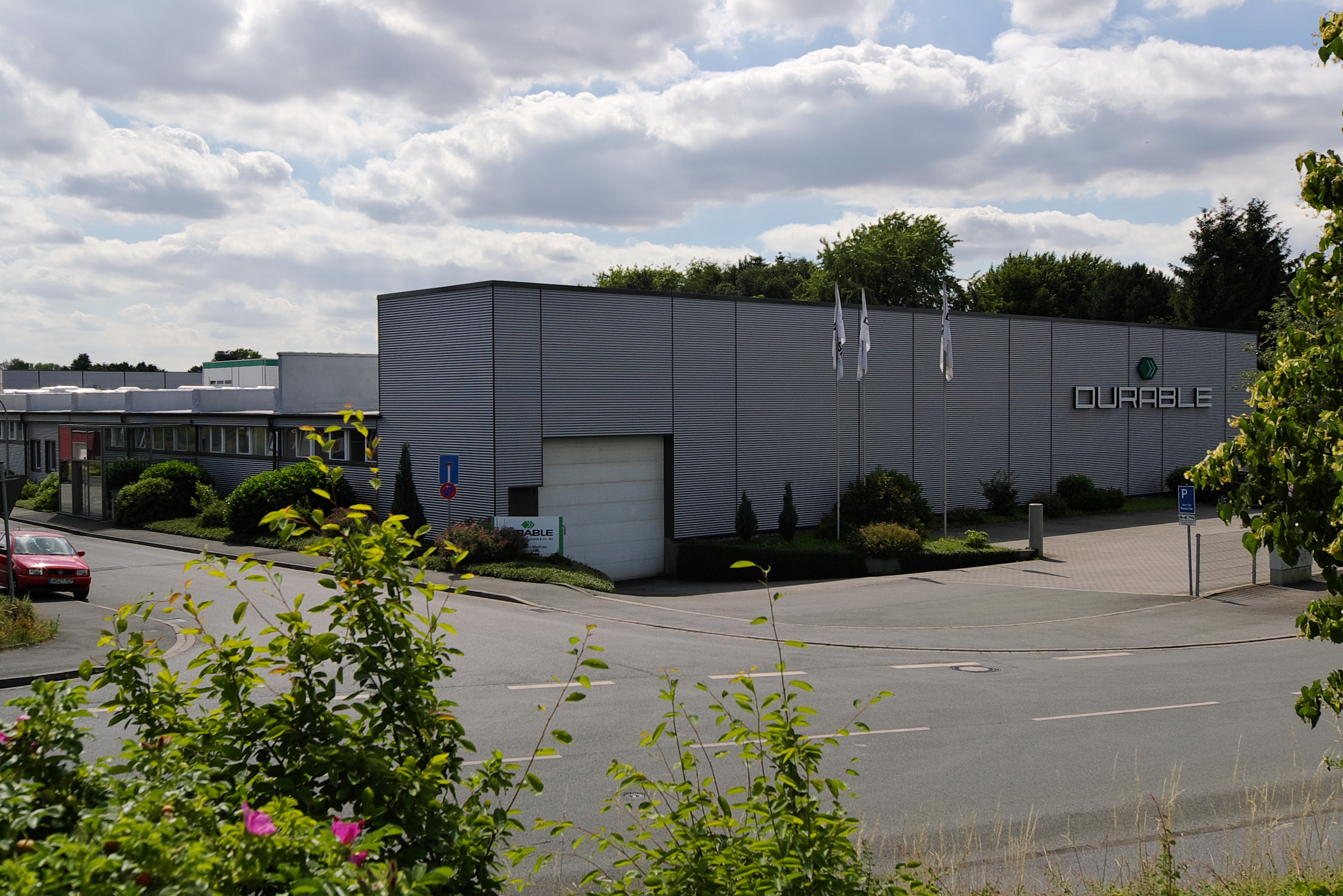
Durable

Größter Arbeitgeber des Ortes ist die Firma Durable Hunke & Jochheim mit etwa 200 Arbeitnehmern. Ferner finden sich im Ort viele Kleinunternehmen wie eine Sparkassenfiliale, zwei Supermärkte, mehrere Frisöre, Optiker, eine Tankstelle, ein Kfz-Betrieb, Steuerberater, Ärzte, Rechtsanwaltskanzleien usw.
Die Sportschule Kaiserau beherbergte während der Fußball-Weltmeisterschaft 2006 die spanische Fußballnationalmannschaft. Im Rahmen der Vorbereitung auf die Fußball-Weltmeisterschaft 1990 in Italien war die deutsche Fußballnationalmannschaft unter Franz Beckenbauer hier zu Gast.

## Persönlichkeiten
- Wilhelm Meinberg (* 1. März 1898 in Wasserkurl; † 8. Februar 1973 in Kamen), Politiker (NSDAP, DRP)
- Uwe Kröger (* 4. Dezember 1964 in Methler), Musicaldarsteller